# Lijst van voetbalinterlands China - Jordanië (vrouwen)
Deze lijst van voetbalinterlands is een overzicht van alle officiële voetbalinterlands tussen de nationale vrouwenteams van China en Jordanië. De landen hebben tot nu toe vier keer tegen elkaar gespeeld.

## Wedstrijden
| № | Plaats    | Datum             | Competitie                   | Wedstrijd        | Uitslag |
| - | --------- | ----------------- | ---------------------------- | ---------------- | ------- |
| 1 | Doha      | 4 december 2006   | Aziatische Spelen 2006       | Jordanië − China | 0 − 12  |
| 2 | Guangzhou | 14 november 2010  | Aziatische Spelen 2010       | China − Jordanië | 10 − 1  |
| 3 | Incheon   | 22 september 2014 | Aziatische Spelen 2014       | China − Jordanië | 5 − 0   |
| 4 | Amman     | 12 april 2018     | Aziatisch kampioenschap 2018 | Jordanië − China | 1 − 8   |

## Samenvatting
| Competitie              | Totaal gespeeld | Winst China | Gelijk | Winst Jordanië | Doelsaldo China – Jordanië |
| ----------------------- | --------------- | ----------- | ------ | -------------- | -------------------------- |
| Aziatisch kampioenschap | 1               | 1           | 0      | 0              | 8 − 1                      |
| Aziatische Spelen       | 3               | 3           | 0      | 0              | 27 − 1                     |
| Totaal                  | 4               | 4           | 0      | 0              | 35 − 2                     |